# Reptile
A Reptile a brit gitáros-énekes dalszerző Eric Clapton 2001-ben kiadott nagylemeze. Az album 2001. március 13-án jelent meg. Ez az első Eric Clapton lemez, amin Billy Preston közreműködött.

## Az album dalai
| 1.    | Reptile                        | Eric Clapton                                      |  | 3:26 |
| 2.    | Got You on My Mind             | Joe Thomas, Howard Briggs                         |  | 4:30 |
| 3.    | Travelin' Light                | JJ Cale                                           |  | 4:17 |
| 4.    | Believe in Life                | Eric Clapton                                      |  | 5:05 |
| 5.    | Come Back Baby                 | Ray Charles                                       |  | 3:55 |
| 6.    | Broken Down                    | Simon Climie, Dennis Morgan                       |  | 5:25 |
| 7.    | Find Myself                    | Eric Clapton                                      |  | 5:15 |
| 8.    | I Ain't Gonna Stand for It     | Stevie Wonder                                     |  | 4:49 |
| 9.    | I Want a Little Girl           | Murray Mencher, Billy Moll                        |  | 2:58 |
| 10.   | Second Nature                  | Eric Clapton, Simon Climie, Dennis Morgan         |  | 4:48 |
| 11.   | Don't Let Me Be Lonely Tonight | James Taylor                                      |  | 4:47 |
| 12.   | Modern Girl                    | Eric Clapton                                      |  | 4:49 |
| 13.   | Superman Inside                | Eric Clapton, Doyle Bramhall II, Susannah Melvoin |  | 5:07 |
| 14.   | Son & Sylvia                   | Eric Clapton                                      |  | 4:43 |
| 15.   | Losing Hand                    | Jesse Stone                                       |  | 4:18 |
| 63:59 |                                |                                                   |  |      |

## Közreműködők
Az alábbi közreműködők segítségével készült az album:
- Eric Clapton – ének, gitár
- Steve Gadd – dob
- Billy Preston – Hammond-orgona, zongora, szájharmonika
- Nathan East – basszusgitár
- Doyle Bramhall II – gitár
- Pino Palladino – basszusgitár a Reptile és a Second Nature című számokban
- Andy Fairweather Low – gitár
- Tim Carmon – billentyűs hangszerek
- Paul Carrack – billentyűs hangszerek, Hammond-orgona
- The Impressions – háttérvokál
- Joe Sample – billentyűs hangszerek

## Fordítás
Ez a szócikk részben vagy egészben  a   Reptile című angol Wikipédia-szócikk ezen változatának fordításán alapul.  Az eredeti cikk szerkesztőit annak laptörténete sorolja fel. Ez a jelzés csupán a megfogalmazás eredetét és a szerzői jogokat jelzi, nem szolgál a cikkben szereplő információk forrásmegjelöléseként.